# Christian Bernhard von Tauchnitz

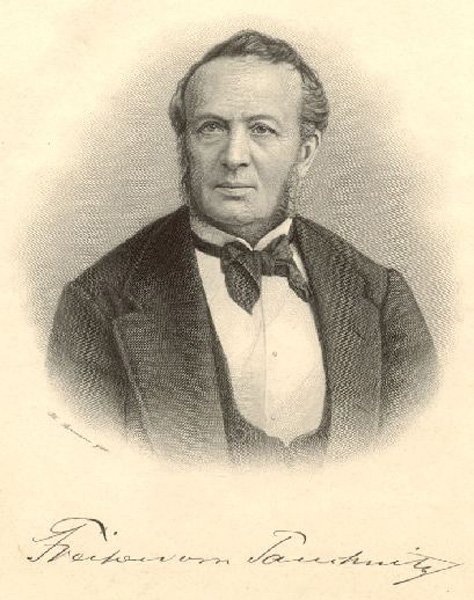
Christian Bernhard Tauchnitz.

Christian Bernhard von Tauchnitz, född den 25 augusti 1816, död den 13 augusti 1895, var en tysk friherre och bokförläggare. Han var kusin till Carl Christian Philipp Tauchnitz och far till Christian Karl Bernhard von Tauchnitz.
Tauchnitz öppnade 1837 i Leipzig under firma Bernhard Tauchnitz en förlags- och boktryckerirörelse. Hans 1841 påbörjade förlagsserie Collection of british authors, vanligen kallad Tauchnitz edition, vilken 1918 hade vuxit till omkring 5 000 band, utgjorde en för icke-engelskspråkiga länder avsedd, god och billig samling av mestadels ny engelsk och nordamerikansk skönlitteratur på  originalspråket. Förlaget omfattade även en mängd vetenskapliga verk, särskilt juridik, lexikografi, matematik och bibelupplagor. Tauchnitz upphöjdes 1860 i ärftligt friherrligt stånd och utnämndes 1877 till livstidsmedlem av Sachsens första kammare. Han var brittisk generalkonsul för Sachsen.